# Inmigración alemana en Honduras
La migración de ciudadanos alemanes el país Centroamericano comienza efectivamente en el siglo XIX, para los europeos el llegar a cualquier nuevo país del nuevo continente significaba su "sueño americano" pero en la actualidad el término ha evolucionado a referir la migración hacia Estados Unidos de América.Honduras cuenta con unos 5,100 descendientes de alemanes.

## Antecedentes
Fueron varios los primeros alemanes pioneros en cruzar el océano Atlántico como marineros hacia las colonias americanas, cuando la corona real imperial estaba sobre la cabeza del rey Carlos de España y V del Sacro Imperio Románico Germánico que ordenó la Organización de la Monarquía Hispánica en 1522 y dos años después (1524) fue fundada el Consejo de Indias y fue durante su reinado que se extendieron sus territorios en América, en el año 1528 el Emperador Carlos mediante la Capitulación de Madrid, procedió a arrendar temporalmente la Provincia de Venezuela a la familia alemana Welser de Augsburgo, lo que dio paso a la creación del Klein-Venedig, una de las gobernaciones alemanas en el continente Americano. Para después de 1825 las nuevas naciones americanas requerían de personas sabedoras de cualquier oficio, profesionales, militares, religiosos, etc. Tampoco se puede dejar de mencionar a los alemanes con ascendencia judía que realizaron el mismo trayecto migratorio en ese periodo de tiempo.
Honduras se independizó como Estado en 1821, aunque dentro de la Constitución Federal de 22 de noviembre de 1824, existe un apartado que se refiere a la "Ley de Colonización" aludida y defendida por el propio José Cecilio del Valle en 1825, en cuanto a la libertad de inmigración en Centroamérica.
En 1853 el aventurero alemán Carl Von Scherzer dejó plasmada en su viaje a América, el haber pasado por Honduras, recorriendo una dura travesía.

## sigloXIX
Se sabe que el presidente José María Medina a mediados del siglo XIX tenía amistad con el diplomático Bernardo Crámer quien fungía como cónsul de Prusia en Belice y atendía para Centroamérica, en aquellos años algunos territorios teutones pertenecían al Imperio Prusiano. El Congreso Nacional en la administración de Medina, emitió una Ley de Inmigración, fechada el 26 de febrero de 1866, dando así paso a los extranjeros que quisieran residir y desempañarse en Honduras, mismas ideas de igualdad extranjera tendría el doctor Marco Aurelio Soto mientras gobernaba el país, en su Constitución Política de 1876 reflejó la importancia de la inmigración en el territorio nacional, asimismo se promovió la modernización e industrialización del estado, la exportación de productos y la explotación de los recursos naturales -tomando ejemplo de Estados Unidos y Europa- de igual forma se promovió atractivamente la inversión extranjera, se estimuló la propiedad latifundista. Cuando el General Luis Bográn era presidente, se dio otra importancia a los extranjeros que llegaban al territorio nacional, es así que Bográn nombró a Antonio R. Vallejo, para que elaborara un censo general de la República de Honduras mismo que fue levantado un 15 de junio de 1887, en el registraba que los extranjeros en Honduras eran: 185 norteamericanos, 77 españoles, 72 franceses, 1,033 ingleses, 43 alemanes, 4 rusos, 2 suizos, 13 italianos, 4 belgas, 2 daneses, 1 holandés, 1 portugués, 1 brasileño y 1 chino, sin contar los centroamericanos y otros hispanoamericanos como México y Colombia, en 1889 el censo poblacional total de Honduras arrojaba la cantidad de 300,000 habitantes dispersos por todo el territorio nacional. En la administración del presidente José Policarpo Bonilla Vásquez entre los años de 1894 a 1899, se contrató a la empresa alemana Howelds Werke la construcción de dos vapores denominados “Tatumbla” y "22 de febrero" para la Fuerza Naval de Honduras mismos que se construyeron en el astillero en Kiel, en Alemania y los cuales fueron entregados por oficiales alemanes, quienes dieron instrucción a los marineros hondureños; previamente en la misma administración de Bonilla Vásquez se emitió en fecha 1 de abril de 1895 una nueva Ley de Inmigración, de la cual se aprovecharon muchos ciudadanos estadounidenses, italianos, alemanes, ingleses, franceses y posteriormente árabes y chinos. Por otro lado, el presidente Terencio Esteban Sierra Romero, recibió educación en Europa y regresó como Ingeniero Civil y Militar en Mar y Tierra con instrucción militar en la Escuela Superior de Guerra del Imperio Alemán, lo que le fue útil para hacer amigos y camaradas en aquella nación. El gobierno hondureño emitió leyes para aplicación futura y atractivas para el capital extranjero, se pretendía la inversión directa, la transferencia de tecnologías, cultura de trabajo y la posibilidad de una mejor y mayor mezcla de razas la inmigración que más se buscaba era la de Estados Unidos de América y de Europa.

## sigloXX

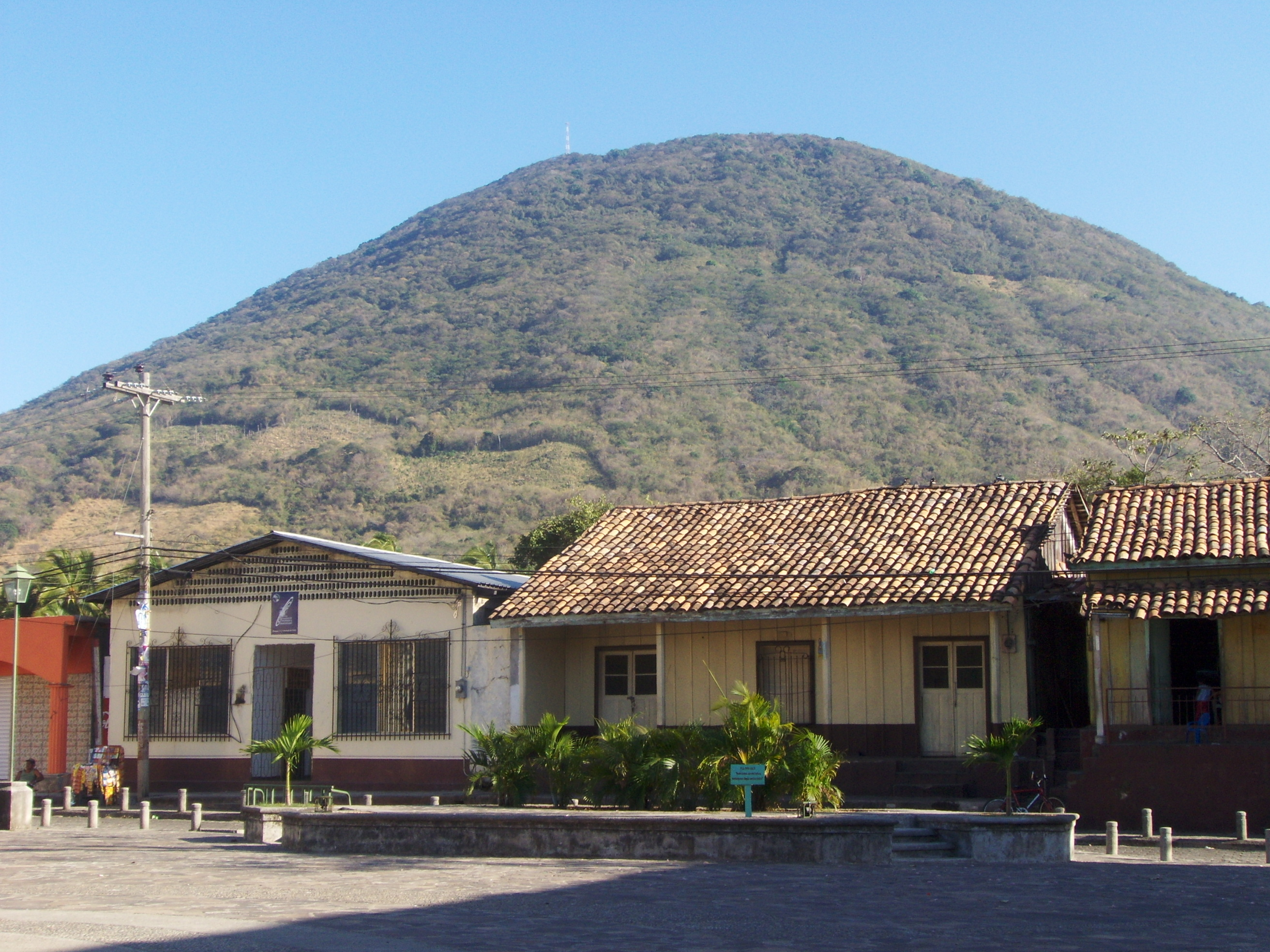
Amapala fue un municipio que llegó a recibir una gran población de inmigrantes alemanes en el.

Desde finales del siglo anterior, los alemanes buscaron donde residir de la mejor forma y donde fueran mejor tratados, estos decidieron asentarse en Guatemala, Honduras, El Salvador y norte de Nicaragua, en la América Central. La mayoría de los nuevos espacios comerciales e industriales en Honduras, lo ocuparon primero los alemanes y en menor escala otros inmigrantes europeos. En segundo lugar estaban los inmigrantes árabes-palestinos los alemanes se asentaron en el sur y centro de Honduras, como también en buena cantidad en la ciudad de San Pedro Sula.
Fue en 1906 que la nación hondureña emitió la primera Ley de Inmigración del siglo XX, con ella se estructuraron las bases legales que facilitaron la legada de extranjeros, los mismos llegaron en las tres décadas siguientes, especialmente se ubicaron en lugares con facilidades para l exportación de productos, resultando así la fundación de casas comerciales familiares. En 1911 la participación de los inmigrantes en el desarrollo del país es evidente, especialmente las familias provenientes de Europa (Alemania, Italia, Francia) los principales rubros de comercialización eran el café, banano, maderas preciosas, oro y plata.
En 1918, Honduras le declaró la guerra a Alemania y confiscó los bienes de sus ciudadanos, bajo la presión de los Estados Unidos de América; el presidente Francisco Bertrand Barahona renunció al cargo y previamente denunció la intervención de los Estados Unidos en los asuntos internos de Honduras. Estas propiedades comerciales y económicas alemanas confiscadas en el sur y en el centro del país, tuvieron una repercusión negativa para la nación hondureña. En el sur de Honduras, Amapala y su puerto estaban controlados por las familias alemanas, la agricultura y ganadería estaban en su apogeo en sus manos, mientras que en Choluteca fundaron un ingenio azucarero y la industria de la cerveza.
En cuanto al Ejército de Honduras los gobernantes de principios de siglo contrataron oficiales para las escuelas militares, la instrucción prusiana se encontraba en carácter obligatoria en los ciudadanos hondureños, los distinguidos cadetes sobresalían por su elegante marcha europea mucho antes de implementarse oficialmente la instrucción americana.
En 1919 Nazario Soriano Cónsul hondureño en Estados Unidos, aspirante presidencial por el Partido Nacional y cuñado del presidente doctor Francisco Bertrand Barahona, mediante el Diario La Nación, denunció que sus adversarios políticos tenían estrecha relación con los alemanes y sus empresas radicadas en Honduras, se sabe que Bertrand Barahona, al no poder colocar a su cuñado en la presidencia, se declaró dictador y ocurrió la primera guerra civil de Honduras, que llevó al general liberal Rafael López Gutiérrez a la presidencia.
Tanto inmigrantes de Europa, como de Asia y América fueron reconocidos dentro de la hermandad de la Francmasonería en Honduras, como los de origen alemán: Andrés Grombach, Carlos Hartling, Carlos H. Lubbe entre otros.
En la década de 1920 apareció la propuesta sobre un nuevo mestizaje, que intentaba provocar la mezcla biológica de campesinos e indígenas hondureños con ciudadanos escandinavos, alemanes, franceses e ingleses. Este sería el medio para construir una nueva raza de hondureños emprendedores, laboriosos, honrados, respetuosos de las leyes, entre otras cosas, moralmente intachables y físicamente bellos.
La arquidiócesis de Tegucigalpa es ocupada en 1923 por el obispo de origen alemán Agustín Hombach quien la dirigió hasta su fallecimiento en 1933. 
Bajo la administración presidencial de Vicente Mejía Colindres se emitió la nueva Ley de Inmigración de 1929, trajo consigo igualdad, racismo y xenofobia entre los ciudadanos hondureños y los inmigrantes, se pretendía detener el flujo inmigrante de árabes, chinos y negros y promovía la llegada de blancos europeos. Mientras la otrora nueva Ley de Inmigración de 1935 emitida durante el mandato de Tiburcio Carías Andino ofreció una inclinación a la inmigración árabe y palestina. En el mismo año se realizó un recuento de inmigrantes ya radicados en Honduras, según los informes entre 1887 y 1935, había en el país y no centroamericanos, lo siguiente:
| Año  | País de origen | Número de inmigrantes | Total de inmigrantes ese año |
| ---- | -------------- | --------------------- | ---------------------------- |
| 1887 | Alemania       | 43                    | 1444                         |
| 1910 | Alemania       | 177                   | 6211                         |
| 1926 | Alemania       | 246                   | 8261                         |
| 1930 | Alemania       | 289                   | 6531                         |
| 1935 | Alemania       | 324                   | 7204                         |

Muchos judíos que llegaron a Honduras, indudablemente eran en su gran mayoría de origen alemán, estos entraron al país con permiso expreso de la Casa Presidencial, en 1939 entraron 455 alemanes, de los cuales 95 eran judíos.
Mediante el Decreto n.º 5 de fecha 13 de diciembre de 1941, la República de Honduras declaraba la guerra al Reich Alemán y a Italia en tanto que, previamente, por Decreto n.º 2 del 9 de diciembre de ese año se había tomado tal decisión con respecto al Imperio del Japón. El doctor y general Tiburcio Carías Andino expulsó de Honduras al cónsul alemán Christian Zincer por considerarlo "quinta columna a nivel de Centroamérica y con nexos con la Gestapo". El gobierno hondureño confiscó las propiedades de alemanes en el país, de esto quienes se vieron beneficiados fueron los inmigrantes árabes, todo por culpa de la guerra mundial. Por ejemplo J. A. Nasser, compró en una subasta una propiedad que era del señor Sierke, ubicada en Catacamas, Olancho a un precio de remate de 2 mil Lempiras. Muchos fueron los bienes que fueron propiedad de alemanes, rematados en Honduras en esos años, los mismos inmigrantes alemanes no tenían la culpa de la política Nazi que realizaba Adolfo Hitler; si bien es cierto muchos jóvenes alemanes nacidos en América fueron seducidos por la oratoria de Hitler y cruzaron el Océano para unirse a las filas, otros en mayor cantidad repudiaban aquellas acciones expansionistas y fueron despojados de sus bienes y algunos hasta enviados a campos de concentración en Estados Unidos de América.
Una vez concluida la Segunda Guerra Mundial, Honduras que formaba parte del Pacto de Aliados suscrito a petición de Estados Unidos de América, Europa y los países latinoamericanos; se vio obligada a reinventar su política migratoria con vistas a una nueva ola migratoria, que además aporte desarrollo al país hondureño que también en 1946 terminaba con la dictadura republicana de Carías Andino, en 1949 asumió como presidente el abogado y militar Juan Manuel Gálvez (ministro de Guerra en el gobierno de Carías Andino), Gálvez fue el cambio en los destinos de modernización de Honduras, fundó el Banco Central de Honduras, el Banco Nacional de Fomento, impulsando la diversificación económica y promoviendo la asistencia técnica agraria y ganadera, ello en gran parte con el apoyo del capital extranjero.
Honduras volvió a establecer relaciones internacionales con la República Federal Alemana, tras la unión de ambas Alemanias en la década de los noventa, los lazos de amistad Germano-hondureños se estrecharon aún más, hasta la actualidad. La representación diplomática de aquel país, tiene su sede en la capital Tegucigalpa, M.D.C. y desde la cual promueve y hace extensos los lazos de hermandad entre ambos países, mediante el embajador de Alemania. La Cooperación Alemana para el Desarrollo (GIZ) en Honduras se encuentra dirigida por Hans Peter Debelius, quien rectora la entidad con bases al desarrollo hondureño y a la cooperación mutua de cultura. Por ejemplo, el Viceministro de Cooperación Económica y Desarrollo de Alemania el señor Hans-Joachim Fuchtel estuvo presente en la inauguración de escuelas en el Departamento de Santa Bárbara, Honduras. Desde 2003 en Honduras, existe una agencia de la DAAD Servicio Alemán de Intercambio Académico (DAAD) que es la organización promotora del intercambio internacional de estudiantes y científicos.
En el censo nacional de Honduras de 2014, la nación contaba con 562 alemanes residiendo .

## Apellidos
Appel, Bennaton, Berhnard, Clamer, Cornelsen, Drechsel, Eder, Ehrler, Friedrich, Gaekel, Gauggel, Gehlaar, Hess, Hesse, Hoffman, Hadrych, Kohncke, Loewenberg, Mahler, Maier, Ochmann, Reichmann, Róssner, Rauscher, Schultz, Schweinfurth, Sebmeyer, Siedel, Sierke, Thuman, Wettstein, Weizenblut, Schoenherr. Von Eicken, Schuarzbawer, Boemer, Wellermann, Zeitung